# Statul Nilul Alb
Statul (vilaietul) Nilul Alb este una dintre cele 17 unități administrativ-teritoriale de gradul I ale Sudanului. Reședința sa este orașul Rabak.